# سباستيان بيريز كيربي
سباستيان بيريز كيربي (بالإسبانية: Sebastián Pérez Kirby)‏ هو لاعب كرة قدم تشيلي في مركز حراسة المرمى، ولد في 2 سبتمبر 1990 في فينيا ديل مار في تشيلي. لعب مع بويرتو مونت ‏.